# Circeo Sangiovese rosato
Il Circeo Sangiovese rosato è un vino DOC la cui produzione è consentita nella provincia di Latina.

## Caratteristiche organolettiche
- colore: rosato più o meno intenso anche con riflessi arancioni
- odore: caratteristico, gradevole
- sapore: secco o amabile armonico, fresco, vellutato

## Produzione
Provincia, stagione, volume in ettolitri
- nessun dato disponibile